# Remember (John Lennon)
"Remember" è una canzone del 1970 che appare sul primo album ufficiale di John Lennon, John Lennon / Plastic Ono Band.

## Scrittura e registrazione
La canzone è stata influenzata dalle sessioni di terapia primarie di Lennon con il Dr Arthur Janov, e le parole riflettono cose tipicamente ricordate in terapia. [1] I ricordi descritti sono spiacevoli, di conflitto con la famiglia, autorità e coetanei. Lennon usa la sua arguzia, menzionando come "l'eroe non è mai stato appeso, se ne è sempre andato via" ei genitori "desiderando la celebrità del film, sempre recitando una parte", invece di essere onesti e aperti.
Alla fine della canzone, Lennon canta un estratto dal poema Remember, Remember, The Fifth of November, quindi si sente un'esplosione. Questo è un riferimento a Guy Fawkes Night, una festa in Gran Bretagna celebrata con fuochi d'artificio. In un'intervista con Jann Wenner, Lennon ha detto che questo faceva parte di una lunga pubblicità e che in seguito ha deciso che questa linea avrebbe dovuto essere il culmine della canzone. [2] [3] "L'ho tagliato lì ed è esploso perché è stato un bel scherzo", ha detto Lennon. [4] Si dice anche che questa pubblicità possa riferirsi alla filastrocca "Remember Remember", anch'essa legata a Guy Fawkes Night:
Ricorda, ricorda!
Il quinto di novembre,
La polvere da sparo, il tradimento e la trama;
Non conosco nessuna ragione per cui il tradimento della polvere da sparo
Dovrebbe mai essere dimenticato! [5]
Ad un certo punto della canzone il ritmo rallenta e Lennon canta a se stesso che quando le cose impazziscono in futuro, dovrebbe cercare di ricordare il suo attuale momento di tregua. [3] Rogan pensa che il momento di tregua che Lennon vuole ricordare a se stesso di ricordare in tempi folli è nella sua infanzia, piuttosto che ai giorni nostri. [6] Mellers spiega che la costruzione della canzone crea per l'ascoltatore usando una melodia vocale che non ha linea ma è piuttosto composta da frammenti pentatonici, e usando una strana tonalità che si muove tra accordi indipendenti. [7]
Lennon suona il piano in modo staccato. [3] Lo storico del pop Robert Rodriguez fa notare che all'inizio della canzone, quando Lennon inizia a cantare, il batterista Ringo Starr deve "compensare l'errato senso del ritmo di John", un esempio del vantaggio di Lennon di lavorare con un musicista familiare con i suoi capricci [ 8]
Una riga della canzone "Se mai cambierai idea di lasciarti tutto alle spalle" è stata presa in prestito dalla linea di apertura di "Bring It on Home to Me" di Sam Cooke, che Lennon ha successivamente trattato su Rock 'n' Roll. [8] [9] Tuttavia, Lennon lavora la linea in un contesto diverso. Mentre Cooke invitava un amante a tornare a casa da lui, Lennon usa la frase per suggerire che "lasciare tutto indietro" è impossibile, e si dovrebbe sempre essere consapevoli del proprio passato. [9] Lennon continua a cantare che non bisogna sentirsi dispiaciuti o preoccupati per il passato. [9]
La versione originale di "Remember" durava più di otto minuti. [1] Questa versione conteneva una sovraincisione di organo, più voci a doppio tracciamento e uno scacciapensieri. Lennon ha tagliato la registrazione e ha aggiunto un'esplosione, in riferimento a Guy Fawkes Night. [1]
Una take 2:44 di "Remember" - dove il tempo della canzone viene elaborato - appare nel cofanetto del 1998 John Lennon Anthology. [1]
La canzone è stata registrata il 9 ottobre 1970, il 30 ° compleanno di Lennon. Questo è evidente nel fatto che in un outtake della canzone, Lennon canta "Happy Birthday ... to me ..." mentre Starr e Voormann hanno suonato la base. [1] Lo stesso giorno è stata anche l'occasione per l'ultimo incontro di Lennon con suo padre, Alf Lennon, che è stato invitato da Lennon a pranzo. L'incontro non ebbe successo, poiché Lennon intraprese una tirata ispirata alla terapia primitiva contro suo padre, che lo lasciò spaventato e scosso. [10] Alf ha ricordato l'incontro in una dichiarazione scritta a mano di quattro pagine, dicendo: "Si è lanciato in un resoconto della sua recente visita in America, e mentre la storia si è svolta, così la tortura auto inflitta ha cominciato a manifestarsi sul suo volto, e la sua voce si è alzata a un urlo mentre si paragonava a Jimi Hendrix e altre pop star che si erano da poco allontanate dalla scena, finendo in un crescendo mentre ammetteva di essere "Maledettamente pazzo, pazzo" e per una prematura scomparsa. la mia mente, che intendeva ogni sua parola, il suo aspetto era spaventoso da guardare.